# Montecampano
Montecampano è una frazione del comune di Amelia, in Umbria. È posta su una collina panoramica, a 347 m sul livello del mare, a 9 km dal capoluogo, sovrastante la valle inferiore del Nera. Secondo i dati del censimento del 2001, gli abitanti sono 228.

## Storia
Situato su di una collina che domina la valle bassa del nera, fu dall'antichità conosciuto come l'antico castello di "Mons Campanus". La sua notevole posizione strategica di controllo sulle valli prospicienti e sulla vicina via Amerina suscitò le attenzioni di Amelia che l'acquistò nel 1354. Nel 1399 Montecampano si rivolse agli Anziani di Amelia perché intervenissero a riparare alcuni tratti di mura franate e, nel 1405, ottenne il rafforzamento di mura e torri. Nel 1412 Montecampano subì una prima devastazione da parte di Braccio da Montone. L'anno successivo subì un'altra e terrificante distruzione da parte di Paolo Orsini capitano delle Milizie del Patrimonio della Chiesa perché Amelia aveva fatto atto di dedizione a Ladislao re di Napoli e nemico del Papa. Il 17 aprile 1434, Montecampano venne incendiato da Nicolò Piccinino che devastò tutte le campagne circostanti. Nel corso del XVI secolo questo castello subì delle rovinose incursioni da parte di Vitellozzo Vitelli, dagli Orsini e dagli ortani pronti a sfruttare ogni occasione per togliere territori ad Amelia. Successivamente, per molto tempo, il castello divenne una residenza dei possedimenti della nobile famiglia dei Cansacchi.
Dell'originario impianto castellano rimangono alcuni tratti di mura e alcune belle torri. L'interno è caratterizzato da via Cansacchi con ai lati dei bei palazzetti ed un orologio situato su di un ponte - passaggio tra due edifici. La chiesa parrocchiale di S. Pietro in Vincoli non presenta più l'origine medioevale per le numerose manomissioni subite negli anni. Tutt'attorno alla collina si aprono panorami mozzafiato sulle vallate circostanti che mostrano tra ampi boschi e terreni coltivati, solitarie pievi e antichi casali.

## Sagra della Fregnaccia Montecampanese
A Montecampano, tra la prima e la seconda settimana di luglio, si svolge la "Sagra della Fregnaccia”, un piatto povero, ottenuto con alimenti semplici come acqua, farina, verdure spontanee ed olio extra vergine di oliva. La sagra propone ai suoi visitatori le fregnacce salate (bianche, alle erbe spontanee o ripiene) e dolci, e altri piatti della tradizione contadina, dalla pasta alle erbe spontanee alla carne alla brace, alla schiacciata sul forno a legna.